# 十二指腸

胆管周辺の模式図
肝臓、右肝管、左肝管、総肝管、胆嚢管、総胆管、胆嚢、オッディ括約筋、ファーター膨大部、膵管、膵臓、十二指腸

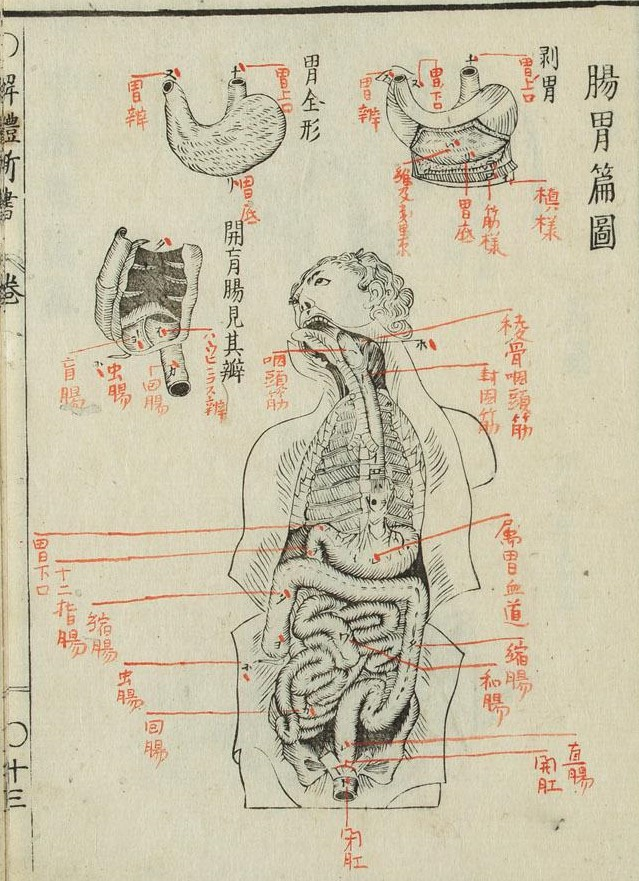
解体新書序図に記載された十二指腸

十二指腸（じゅうにしちょう、Duodenum）は、胃と小腸をつなぐ消化管である。全体の形はC字状で長さは約25 cm。大部分が後腹膜に固定されており、可動性がない。
十二指腸の名は、『ターヘル・アナトミア』を『解体新書』として和訳刊行された際に、新たに作られた医学用語のひとつである。最初に発見したのは紀元前300年ころのギリシア人医師ヘロフィロスで、ギリシア語で δωδεκαδάκτυλον（δώδεκα「12」+ δάκτυλος「指」）と名づけられた。これがラテン語へ翻訳借用されて duodenum digitorum（duodenum「12」+ digitorum「指の（複数属格）」＝「12本の指の」）となり、英語その他の名前はここからきている。いずれにせよ、この名はこの部分の長さが指の幅の12倍ほどであることに由来する。
なお、小腸の一部とする考え方もあり、その場合は空腸と回腸と違い腸間膜に包まれないので無腸間膜小腸と呼称する場合もある。

## 解剖学的区分
上部（第一部）胃の幽門口の続きで、右へ向かう部位。上部の始まりの部分は十二指腸球部と呼ばれ、肝臓との間に小網が張る。十二指腸球部は潰瘍の好発部位である。
下行部（第二部）十二指腸上部の続きで、下へ向かう部位。ファーター乳頭（大十二指腸乳頭）、副膵管小十二指腸乳頭が開口する。
水平部（第三部）十二指腸下行部の続きで、左へ向かう部位。
上行部（第四部）十二指腸下部の続きで、上へ向かう部位。空腸へ移行する。トライツ靭帯（十二指腸提筋）で上方へ固定されている部位。

## 役割
1. 運動(蠕動運動・分節運動・振子運動)
2. 消化吸収
3. 腸液と消化管ホルモン（en）の分泌

が、主な役割である。

## 消化
胃から送られて来た食物をさらに消化し、空腸へ送る。
十二指腸は膵臓とも繋がっており、膵臓のファーター乳頭（大十二指腸乳頭）からトリプシンやキモトリプシンなどの消化酵素を含む膵液が分泌されてタンパク質が分解された生成物であるポリペプチド（ペプトン）をジペプチドなどに分解する。また、脂肪は胆汁による乳化作用を受けて膵液リパーゼにより十二指腸部でグリセロール（グリセリン）および脂肪酸に分解される。なお、胆汁を出す調節はファーター乳頭の開口部にある平滑筋のオッディ括約筋が担っているが、このオッディ括約筋に作用する消化管ホルモンのコレシストキニンは十二指腸から分泌される。
十二指腸から分泌されるエンテロキナーゼは、膵液中のトリプシノーゲンを活性化しトリプシンに転換する。